# فرودگاه شهری کازا گرانده
فرودگاه شهری کازا گرانده (به انگلیسی: Casa Grande Municipal Airport) یک فرودگاه همگانی بهره‌برداری هوایی با کد یاتا CGZ است که یک باند فرود آسفالت دارد و طول باند آن ۱۵۸۵ متر است. این فرودگاه در شهر کازا گرانده کشور ایالات متحده آمریکا قرار دارد و در ارتفاع ۴۴۶ متری از سطح دریا واقع شده‌است.